# チャールズ・パーシー・スノー
チャールズ・パーシー・スノー（Charles Percy Snow, Baron Snow, 1905年10月15日 - 1980年7月1日）は、イギリスの物理学者および小説家。イギリス政府下で幾つかの要職を務め、ナイト爵や大英帝国勲章コマンダー位(CBE)を叙されている。
シリーズ小説『他人と同胞』(Strangers & Brothers)、および『二つの文化と科学革命』(The Two Cultures)の著者として有名である。

## 生涯
スノーは英国レスターで、教会のオルガン奏者で聖歌隊指揮者の父ウィリアム・スノーとその妻エイダの間に生まれた。チャールズ・スノーは4人兄弟の2番目で、ハロルド、エリック、フィリップという兄弟がいた。地元の学校 (Alderman Newton's School) で教育を受けた。
1923年に英国の中等教育学位を修めると、1925年にユニヴァーシティ・カレッジ・レスター（現:レスター大学）で物理学の学士号を取得した。その後スノーはクライスツ・カレッジ (ケンブリッジ大学)で奨学金を得て物理学（分光法）の博士号を取得し、1930年には同大学のフェローになった。
スノーは、幾つかの公務員上級職（1940-1944年まで労働省の技術部長、1945-1960年まで公務員局長職）を務めた。1943年の新年叙勲で、彼は大英帝国勲章コマンダー位(CBE)に叙せられた。スノーは、ナチスの特別捜索リスト (Sonderfahndungsliste G.B.) に掲載の著名人2,300名に挙げられ、ナチスが大英を侵攻したさいには逮捕されてゲシュタポに引き渡されることとなっていた。
1944年、彼はイングリッシュ・エレクトリックの科学技術部長に任命され、その後物理学部長になった。この役職中に彼は元教え子のエリック・イーストウッドを採用した。
1957年の新年叙勲で 、彼は2月12日にエリザベス2世からナイト爵を授与され、1964年10月29日にレスター市の一代貴族スノー男爵(Baron Snow)が創設された。政治家として、スノーはハロルド・ウィルソンの労働党政権で1964年から1966年まで貴族院 (イギリス)の技術省政務次官を務めた。 
1950年にスノーは小説家パミラ・ハンスフォード・ジョンソンと結婚し、1人の息子をもうけた。友人達には、数学者のG・H・ハーディ、物理学者のP・M・S・ブラックエット、X線研究者のJ・D・バナール、文化史研究者のジャック・バーザン、博識者のジョージ・スタイナーなどがいた。ハーディについては、晩年に彼の著書『ある数学者の生涯と弁明』の序文を書くほどの関係であった。クライスツ・カレッジでは、後に小説家ウィリアム・クーパーとなるH・S・ホフを指導した。二人は親交を深めて共に公務員として働き、お互いの視点を小説に書き込んだ（クーパー著『Scenes from Provincial Life sequence』に登場する、大学学部長ロバートのモデルがスノーである）。
1960年、スノーはハーバード大学でゴドキン講演 (Godkin Lectures) を行い、ヘンリー・ティザードとフレデリック・リンデマン（どちらも第二次世界大戦頃の英国政府の科学顧問）の衝突について述べた。この講演は後に『科学と政府(Science and Government)』としてまとめられた。1961年度から1962年度にかけて、スノー夫妻はウェズリアン大学先進研究センターの教員フェローを務めた。

## 文芸活動
スノーの最初の小説は1932年の推理小説『ヨット船上の殺人(Death Under Sail)』であった。 また彼はアンソニー・トロラプの伝記を書いた。
ただし、小説家としての彼の代表作は、現代の科学知と現代における政府設定について表現したシリーズ小説『他人と同胞(Strangers and Brothers)』である。 新しい学寮長の選出過程を描いた『学寮長(The Masters)』は、このシリーズの最もよく知られた作品でケンブリッジ大学の学内政治に対応したものである。そこでは、一貫して内部者の視点があり、厳密な学問的議論の場合を除いて、学者の関心がどう推定上客観的な決定に影響を及ぼすかを明らかにしている。1954年、この『学寮長』は同シリーズの『新しい人々(New Men)』とともにジェイムズ・テイト・ブラック記念賞
を受賞した。さらにスノーは、『権力の回廊(Corridor of Power)』において現代の言語にある句を追加した。1974年の小説『In Their Wisdom』はイギリス版の本屋大賞(the Booker Prize)小説部門で最終選考まで残った。
『現実主義者たち(The Realists)』ではチャールズ・ディケンズやフョードル・ドストエフスキーら8人の小説家の業績についての試論を展開し、写実小説の防衛に尽力した。
彼の小説『TheSearch』のあらすじが、ドロシー・L・セイヤーズ著『学寮祭の夜(Gaudy Night)』で言及されており、犯罪者の動機を引き出すヒントとして使われている。 

## 『二つの文化と科学革命』
1959年5月7日、スノーはケンブリッジ大学で「二つの文化(The Two Cultures)」 と呼ばれる講演 (Rede Lecture) を行い、これが「広く白熱した議論」を巻き起こした。後に『二つの文化と科学革命(The Two Cultures and Scientific Revolution)』として出版された同講演では、現代社会の「二つの文化」である自然科学と人文科学とのコミュニケーション崩壊が、世界の問題解決の大きな障害になっていると主張した。特にスノーは、世界の教育の質が低下していると主張して、次のように記している。

私はよく（伝統文化のレベルからいって）教育の高い人たちの会合に出席したが、彼らは科学者の無学について不信を表明することにたいへん趣味をもっていた。どうにもこらえきれなくなった私は、彼らのうち何人が、熱力学の第二法則について説明できるかを訊ねた。答えは冷ややかなものであり、否定的でもあった。私は「あなたはシェイクスピアの作品を何か読んだことがあるか」というのと同等な科学上の質問をしたわけである。
もっと簡単な質問「質量、あるいは加速度とは何か」（これは、「君はものを読むことができるか」というのと同等な科学上の質問である）をしたら、私が彼らと同じことばを語っていると感じた人は、その教養の高い人びとの十人中の一人ほどもいなかっただろうと、現在思っている。このように現代の物理学の偉大な体系は進んでいて、西欧のもっとも賢明な人びとの多くは物理学にたいしていわば新石器時代の祖先なみの洞察しかもっていないのである。

風刺家のフランダース・アンド・スワンは、ここで引用した冒頭箇所を自分達の短いモノローグや風刺歌「First and Second Law」の元ネタとして使った。 
1959年に発表されたスノーの講義は、ビクトリア朝時代より自然科学教育を犠牲にして人文科学(特にラテン語とギリシャ語)に過剰な報酬を与えたとして、とりわけ英国の教育体系を非難するものだった。彼は実際のところ、このことが英国上流階級(政治、行政、産業における)による現代の科学界を管理するための十分な準備を奪ったのだと確信していた。対照的に、ドイツとアメリカの学校は市民に自然科学と人文科学を平等に教えようとしており、より優れた自然科学の教育によってそれらの国は科学時代にもっと効率的な競争ができるようになった、とスノーは述べた。「2つの文化」以降の議論では、英国の体系(学校教育と社会階級)と競合国の体系との違いにおけるスノーの初期の焦点をあいまいにする傾向が見られた。

## 著作
『他人と同胞』(Strangers and Brothers)シリーズ
- Time of Hope, 1949
- George Passant (当初は"Strangers and Brothers"として出版), 1940
- The Conscience of the Rich, 1958
- The Light and the Dark, 1947
- The Masters, 1951
- The New Men, 1954 (邦訳『新しい人間たち』工藤昭雄訳、白水社、1963年）
- Homecomings, 1956
- The Conscience of the Rich, 1958
- The Affair, 1959
- Corridors of Power, 1963
- The Sleep of Reason, 1968
- Last Things, 1970

それ以外の創作小説
- Death Under Sail, 1932  (邦訳『ヨット船上の殺人』桜井益雄訳、弘文堂、1964年）
- The Search, 1934
- The Malcontents, 1972
- In Their Wisdom, 1974
- A Coat of Varnish, 1979

ノンフィクションの論説
- Science and Government, 1961 (邦訳『科学と政治』朱牟田夏雄訳、音羽書房、1961年）
- The two cultures and a second look, 1963
- Variety of men, 1967 (邦訳『人間この多様なるもの』梅田敏郎・井上日雄訳、紀伊国屋書店、1970年）
- The State of Siege, 1968
- Public Affairs, 1971
- Trollope, 1975
- The Realists, 1978
- The Physicists, 1981